# Tweede Kamerverkiezingen 2017/Kandidatenlijst/GeenPeil
Dit is de lijst van kandidaten van GeenPeil voor de Nederlandse Tweede Kamerverkiezingen van 15 maart 2017, zoals deze op 3 februari 2017 werd vastgesteld door de Kiesraad.

## Achtergrond
Op 5 januari 2017 presenteerde GeenPeil de kandidatenlijst voor de Tweede Kamerverkiezingen van 15 maart 2017. De Kiesraad verklaarde de kandidatenlijst van de partij in kieskring 20 (Caribisch Nederland) ongeldig. Lijsttrekker werd Jan Dijkgraaf.

## De lijst
1. Jan Dijkgraaf - 3.474 stemmen
2. Beryl Dreijer - 289
3. Ahmed Aarad - 161
4. Damiaan Reijnaers - 100
5. Chantal Klaver - 231
6. Alptekin Akdoğan - 146
7. Niels de Swart - 32
8. Geert-Johan Riemer - 61
9. Vivienne Groenewoud - 89
10. Sander Giebels - 68
11. Ali Bal - 40
12. Maarten Brante - 30
13. Marcel de Dood - 145
14. Stefan de Konink - 79

VVD · PvdA · PVV · SP · CDA · D66 · ChristenUnie · GroenLinks · SGP · Partij voor de Dieren · 50PLUS · OndernemersPartij · VNL · DENK · Nieuwe Wegen · Forum voor Democratie · De Burger Beweging · Vrijzinnige Partij · GeenPeil · Piratenpartij · Artikel 1 · Niet Stemmers · Libertarische Partij · Lokaal in de Kamer · Jezus Leeft · StemNL · Mens en Spirit/Basisinkomen Partij/V-R · Vrije Democratische Partij